# Kūchek Āţmīsh
Kūchek Āţmīsh (persiska: کوچک آطمیش) är en ort i Iran.   Den ligger i provinsen Västazarbaijan, i den nordvästra delen av landet, 500 km väster om huvudstaden Teheran. Kūchek Āţmīsh ligger 1 392 meter över havet och antalet invånare är 107.
Terrängen runt Kūchek Āţmīsh är kuperad åt nordväst, men åt sydost är den platt. Runt Kūchek Āţmīsh är det ganska tätbefolkat, med 155 invånare per kvadratkilometer. Närmaste större samhälle är Būkān, 16,6 km sydost om Kūchek Āţmīsh. Trakten runt Kūchek Āţmīsh består i huvudsak av gräsmarker.